# Сан Ђовани ин Кроче
Сан Ђовани ин Кроче (итал. San Giovanni in Croce) је насеље у Италији у округу Кремона, региону Ломбардија.
Према процени из 2011. у насељу је живело 1829 становника. Насеље се налази на надморској висини од 27 м.

## Становништво
Према резултатима пописа становништва 2011. у општини је живело 1.875 становника.
| 1931. | 1936. | 1951. | 1961. | 1971. | 1981. | 1991. | 2001. | 2011. |
| ----- | ----- | ----- | ----- | ----- | ----- | ----- | ----- | ----- |
| 2.532 | 2.549 | 2.447 | 2.080 | 1.707 | 1.611 | 1.523 | 1.543 | 1.875 |